# Salcedillo (Palencia)
Salcedillo es una localidad y también una pedanía del municipio de Brañosera (provincia de Palencia, comunidad autónoma de Castilla y León). Es una de las localidades del Camino de Santiago del Norte: Ruta del Besaya.

## Geografía
Está a pocos kilómetros al este de Brañosera, la capital municipal, en la comarca de Montaña Palentina, y en la vertiente sur de la sierra de Híjar, en el valle del río del mismo nombre.

## Demografía
Evolución de la población en el siglo XXI
| Gráfica de evolución demográfica de Salcedillo entre 2000 y 2021   |
|                                                                    |
| Población de derecho (2000-2021) según el padrón municipal del INE |

## Historia
Desde la Edad Media al siglo XVIII, esta localidad estuvo integrada dentro de la Merindad Menor de Aguilar de Campoo. A la caída del Antiguo Régimen la localidad se constituye en municipio constitucional que en el censo de 1842 contaba con 27 hogares y 140 vecinos, para posteriormente integrarse en Brañosera.

## Patrimonio
- Iglesia de San Martín Obispo: Se trata de un edificio de origen románico, siglo XII, que fue volado durante la revolución minera de 1934 y posteriormente reconstruido en los años cuarenta con los fragmentos recuperados. Forma parte del conjunto denominado Románico Norte.

## Parroquia
Iglesia parroquial católica en la unidad pastoral de Barruelo de Santullán en el arciprestazgo de Campoó-Santullán.